# Nāḩiyat Taftanāz
Nāḩiyat Taftanāz (arabiska: ناحية تفتناز) är ett subdistrikt i Syrien.   Det ligger i provinsen Idlib, i den nordvästra delen av landet, 280 km norr om huvudstaden Damaskus.
Trakten runt Nāḩiyat Taftanāz består till största delen av jordbruksmark. Runt Nāḩiyat Taftanāz är det ganska tätbefolkat, med 179 invånare per kvadratkilometer.